# Libertad (Táchira)
Libertad è un comune del Venezuela situato nello Stato di Táchira.
Il capoluogo del comune è la città di Capacho Viejo.